# Ріо-Гранде (газоконденсатне родовище)
Ріо-Гранде — газоконденсатне родовище в Болівії.

## Характеристика
На відміну від інших найбільших родовищ країни (Сабало, Маргарита, Сан-Альберто, Ітау) розташоване не у південному прикордонному районі, а в центральному департаменті Санта-Крус.
Відкрите у 1961 році американською корпорацією Gulf Oil у відкладеннях карбону. Виробництво на родовищі почалось у 1968-му, а для видачі основної частини продукції на експорт в Аргентину з 1972 року діяв газопровід Yabog (з 1997-го від Ріо Гранде також споруджено газопровід до Бразилії GASBOL).
Станом на 1994 рік початкові видобувні запаси Ріо-Гранде оцінювались у 61 млрд м³ газу та 77 млн барелів конденсату, залишкові — у 15 млрд м³ та 77 млн барелів відповідно.
У 2010 році іспанська компанія Repsol оголосила, що при проведенні розвідки на більших глибинах свердловиною RGD 22 відкриті нові великі ресурси, які оцінюються у 28 млрд м³ газу. В тому ж році успішно завершилось буріння іншої розвідувальної свердловини RGD 81, яка встановила наявність покладів вуглеводнів на глибині 3680 метрів. У випадку підтвердження оцінки здійснених на початку 21 століття відкриттів Ріо-Гранде ввійде за міжнародною класифікацією до розряду гігантських родовищ.